# Bílá (powiat Frydek-Mistek)
Bílá – gmina w kraju morawsko-śląskim, w powiecie Frydek-Mistek w Czechach.

## Położenie
Położona jest w dolinie Białej Ostrawicy w Beskidzie Morawsko-Śląskim, w historycznych granicach Moraw. Na południu jej kataster sięga po granicę słowacką, biegnącą na tym odcinku wzdłuż głównego grzbietu wododziałowego Karpat. Rozrzucone zabudowania sięgają na zachodzie po przełęcz Hlavatá, a na południu po przełęcze Bumbalká i Kelčovské sedlo. Przez wieś, doliną Białej Ostrawicy, biegnie droga nr 56 z Frydka-Mistka na Hlavatą, zaś górną część terenów przecina wysoko położona droga nr 35 z Rožnova pod Radhoštěm ku granicy słowackiej na Bumbalce.
Wieś leży w granicach Obszaru Chronionego Krajobrazu Beskidy.

## Historia
Miejscowość powstała z połączenia rozlicznych górskich osiedli leśnych w drugiej połowie XIX wieku. Aż do 1951 roku tworzyła część gminy Ostrawica, kiedy to się usamodzielniła.  Mieszkańcy trudnili się pasterstwem i pracami w lesie. Wyrąbywane drewno bukowe w postaci tzw. „szczapu” spławiane było Ostrawicą na potrzeby hut w rejonie Frydka-Mistka. Prowadzono to przy wykorzystaniu klauz - do dzisiaj zachowała się jedna z nich w górnym biegu Białej Ostrawicy, zwana Bedřichův klauz (miejsce to nosi zwyczajową nazwę Bedřichův splav)
W 1911 r. doprowadzona tu została linia kolejowa z Frydlantu nad Ostrawicą. Zlikwidowano ją w połowie lat 60. XX w. kiedy rozpoczęto budowę zapory wodnej Šance w Starych Hamrach.

## Zabytki
- drewniany kościół św. Fryderyka z lat 1873–1875;
- drewniany pałacyk myśliwski ówczesnych biskupów ołomunieckich z przełomu XIX i XX w.[3];
- drewniana kaplica na przełęczy Hlavatá w stylu tyrolsko-skandynawskim, z końca XIX w.[3]

Na terenie wsi znajduje się również ośrodek narciarski Bílá.

## Galeria

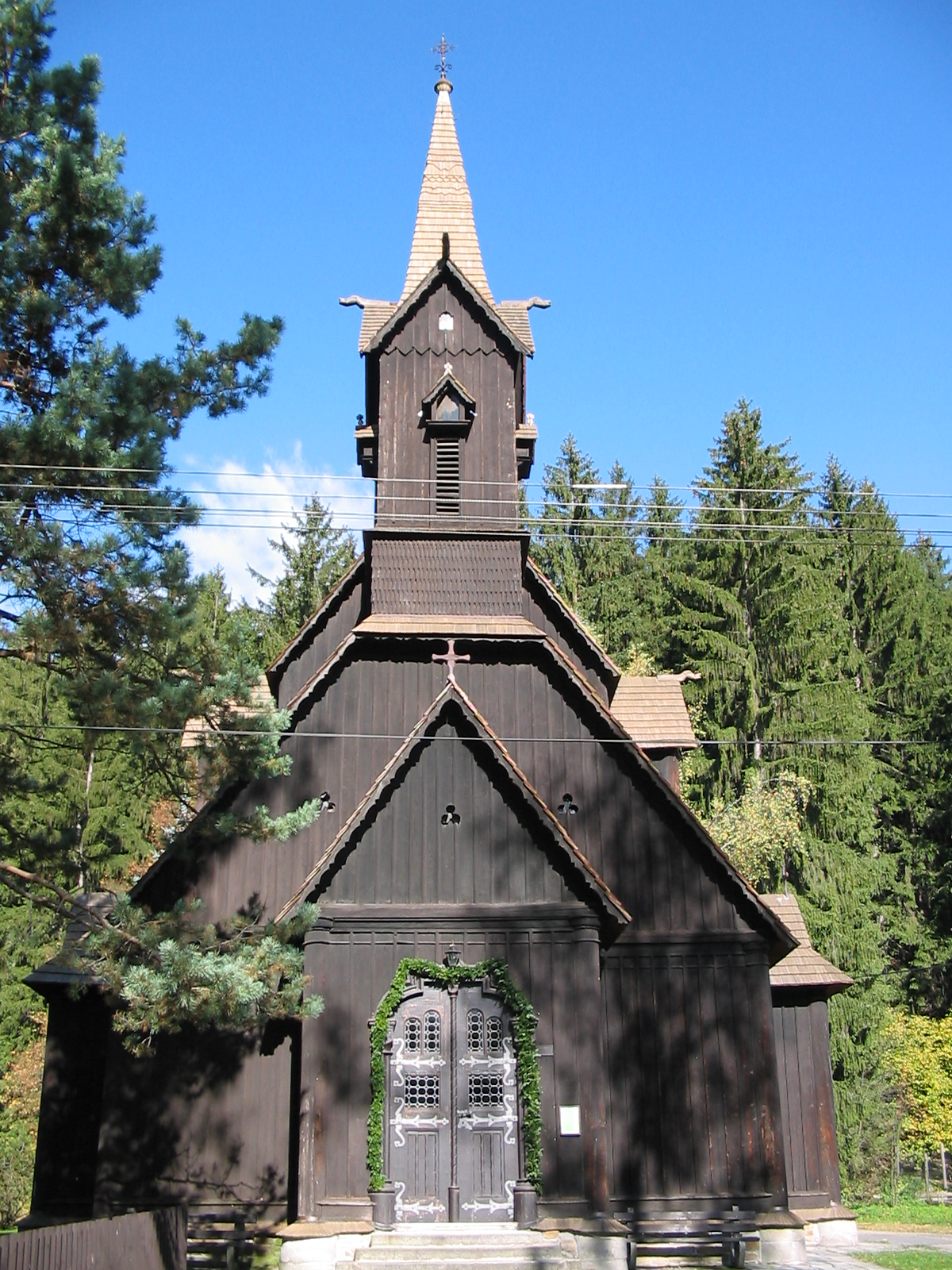
Kościół św. Fryderyka
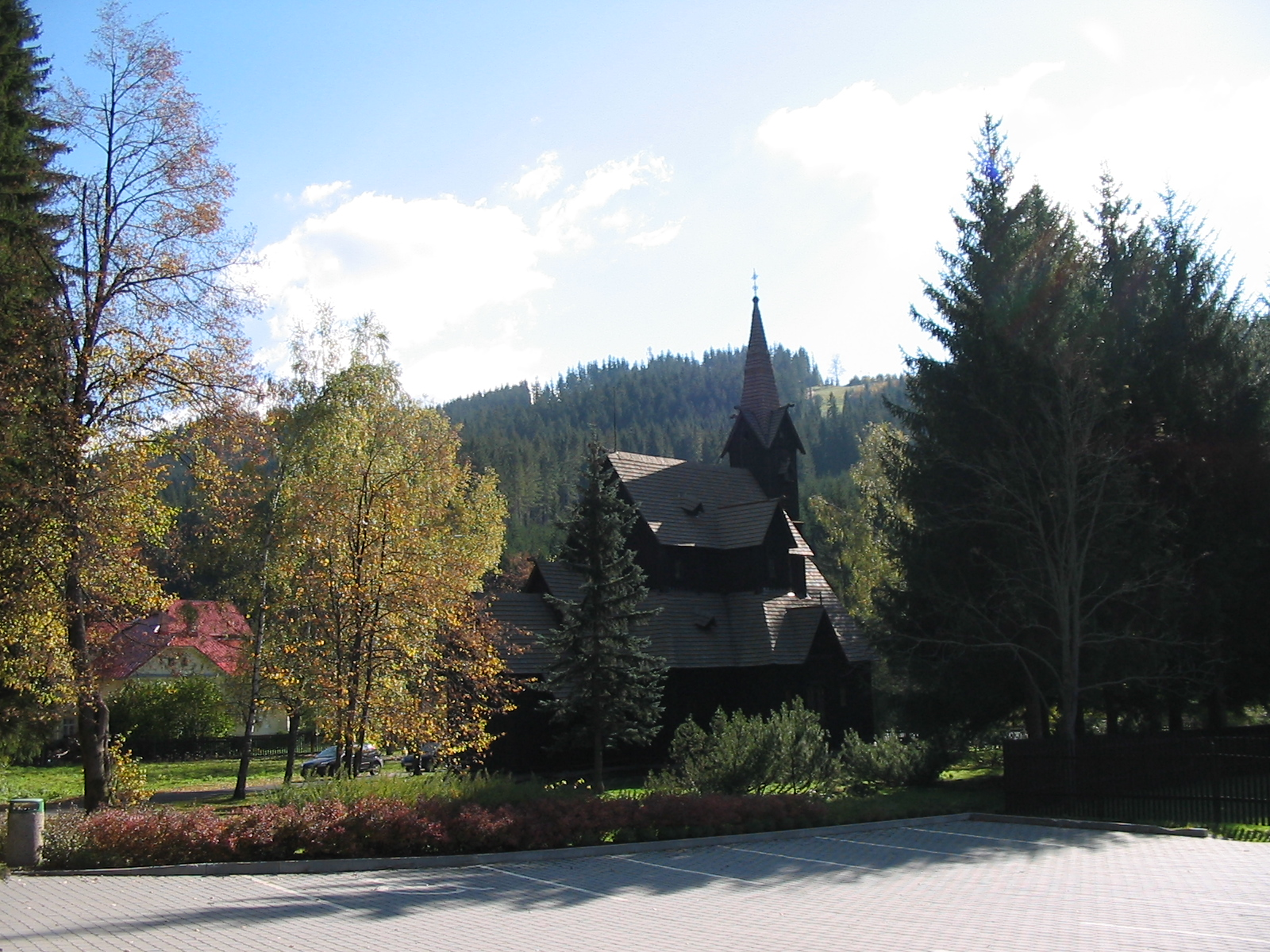
Widok z boku na kościół
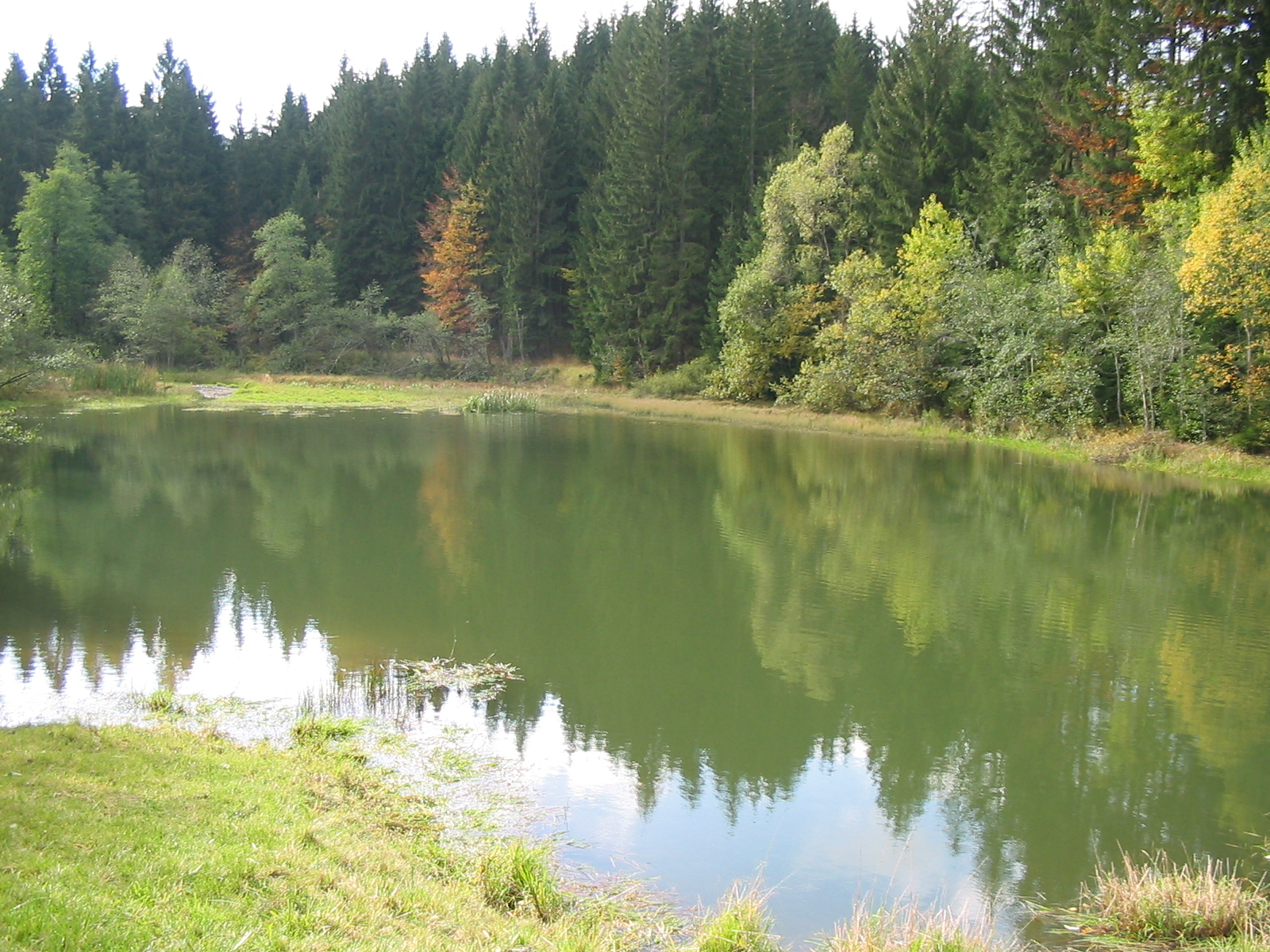
Potok Smradlava
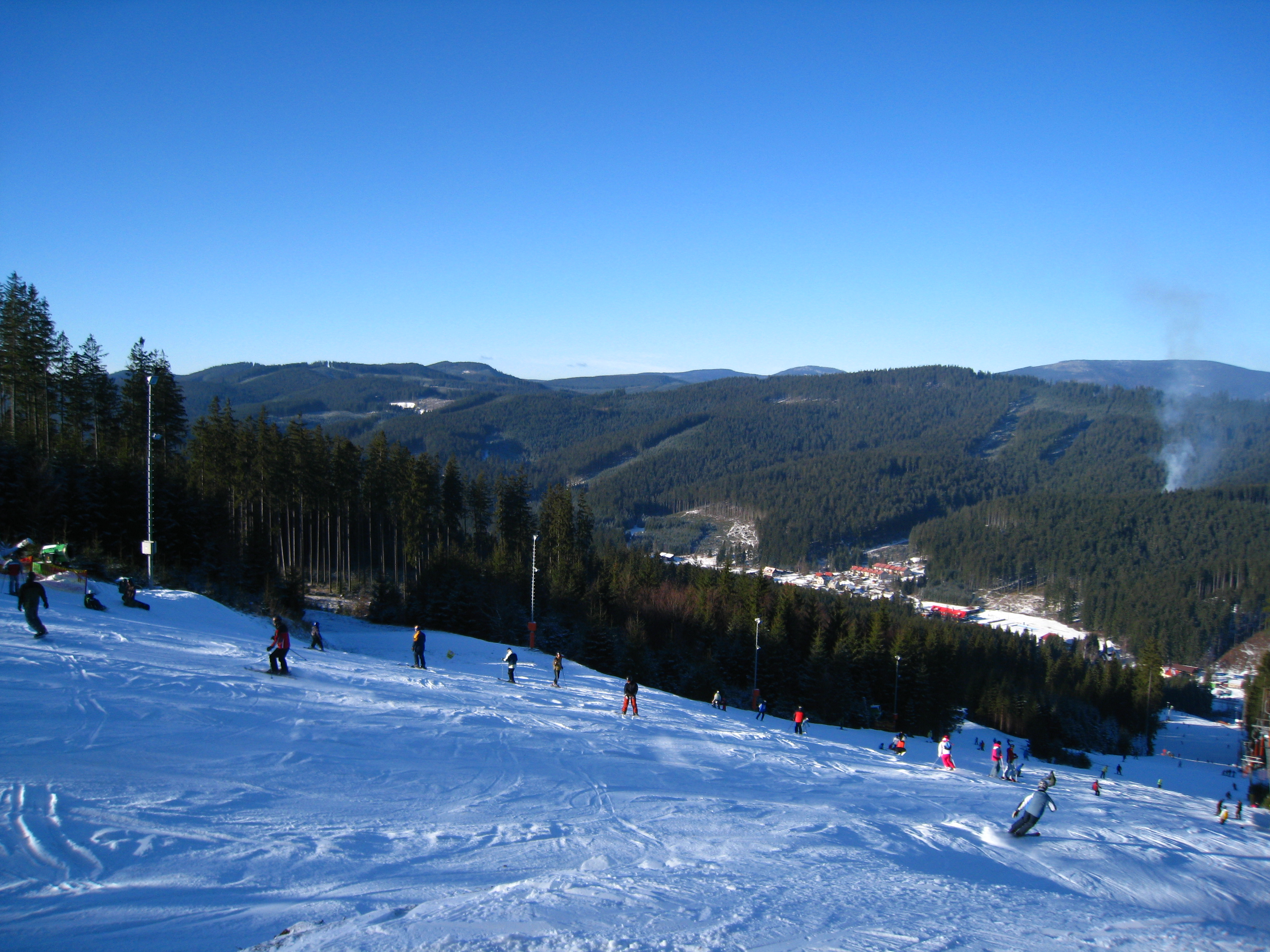
Widok na stok narciarski